# Susan Strange
Susan Strange (9 de junio de 1923 Dorset - 25 de octubre de 1998 Aylesbury, Buckinghamshire) fue una académica británica en el área de las relaciones internacionales.  Es considerada uno de los máximos exponentes de la Escuela británica de la economía política internacional.

## Datos biográficos y académicos
Durante un cuarto de siglo Susan Strange fue la figura más influyente en los estudios internacionales británicos. Llevó a cabo un gran número de comunicaciones e intervenciones académicas con gran repercusión en Gran Bretaña, Italia y Japón. Desde el año 1978 hasta 1988 ocupó la cátedra de Montague Burton como profesora de relaciones internacionales en la London School of Economics desempeñando su puesto de forma magistral. Fue una figura importante en las asociaciones profesionales de Gran Bretaña y de los Estados Unidos. Fue miembro fundador y primera tesorera de la Asociación británica de estudios internacionales British International Studies Association (BISA) y primera mujer en ejercer la presidencia de la International Studies Association (ISA) en 1995.

## Economía política internacional
Se considera a Susan Strange una estudiosa creativa de personalidad poderosa. Sin prácticamente ayuda fue la responsable de crear y ampliar la materia de 'Economía política internacional' así como de convertirla en uno de los dos o tres campos centrales de los estudios internacionales y relaciones internacionales en Gran Bretaña. Defendió su creación con tal robustez, e hizo tales demandas, que su excesiva influencia no siempre le permitía ser bien recibida en la mayoría de las otras áreas de la disciplina. Logró la suficiente influencia como para integrar el estudio de la política internacional y de la economía internacional en los currículos de los escolares de lengua inglesa.

### Poder estructuralvs.estabilidad hegemónica
Después de su carrera académica seguirá trabajando, a sus análisis financieros ofrecidos en su obra Casino Capitalism (análisis que creía justificado por la crisis financiera asiática suroriental) y Mad Money se une la caracterización de cuatro diferentes áreas a través de las que el poder puede ejercerse en las Relaciones Internacionales:
- producción,
- seguridad,
- finanzas y
- conocimiento

El entendimiento de lo que Strange llamó poder estructural; consituía la base argumentativa contra la teoría 'Teoría de la estabilidad hegemónica' defendida por Stephen D. Krasner y el historiador económico Charles P. Kindleberger. En los tempranos años ochenta ya se advertía 
el declive hegemónico de los Estados Unidos.

### Mercadovs.Estados-nación
Su análisis, particularmente en la obra States and Markets (Estados y mercados), se centra en lo que ella llamó el nexo mercado-autoridad, nexo que actuaba como un balancín del poder entre el mercado y la autoridad política. Las conclusiones finales de su trabajo sugerían que el Mercado Global había ganado poder en relación con los Estados desde 1970. Esta realidad obligaba a poner en duda el sistema de Westfalia. Sostuvo que una sima peligrosa se estaba abriendo entre el poder territorial de las naciones-estado y una débil y parcial cooperación intergubernamental en la que los mercados tenían carta blanca y esta podría ser constructiva o destructiva.

## Algunas obras y publicaciones
- 1987 Strange, S.The myth of lost hegemony en International Organisation, 41, 4, 1987
- 1988 ---States and Markets, Londres, 1988 Texto incompleto en Google libros 2ª ed. 1994 -en inglés-
- 1991 ---Rival States, Rival Firms 1991, (with John M. Stopford and John S. Henley) Texto incompleto en Google libros -en inglés-
- 1996 ---La retirada del estado, Intermón, Icaria (The retreat of the state, 1996) Texto incompleto en Google libros -en inglés-
- 1997 ---Casino Capitalism, B. Blackwell, 1986 - Manchester University Press 1997
- 1998 ---Dinero Loco, Paidos, (Mad Money, Manchester University Press, 1998) Texto incompleto en Google libros -en inglés-